# Lovell Augustus Reeve
Lovell Augustus Reeve (1814–1865) va ser un malacòleg i editor científic anglès.
Nasqué al barri de Ludgate Hill de Londres a Anglaterra el 19 d'abril de 1814, després de l'escola de Stockwell, es va interessar per les conquilles dels mol·luscs. A partir de 1833 inicià la seva primera obra titulada Conchologia Systematica amb il·lustracions de George Brettingham Sowerby, publicada en dos volums els anys 1841–42. Va ser escollit membre de la Linnean Society el 1846 i de la Geological Society el 1853.

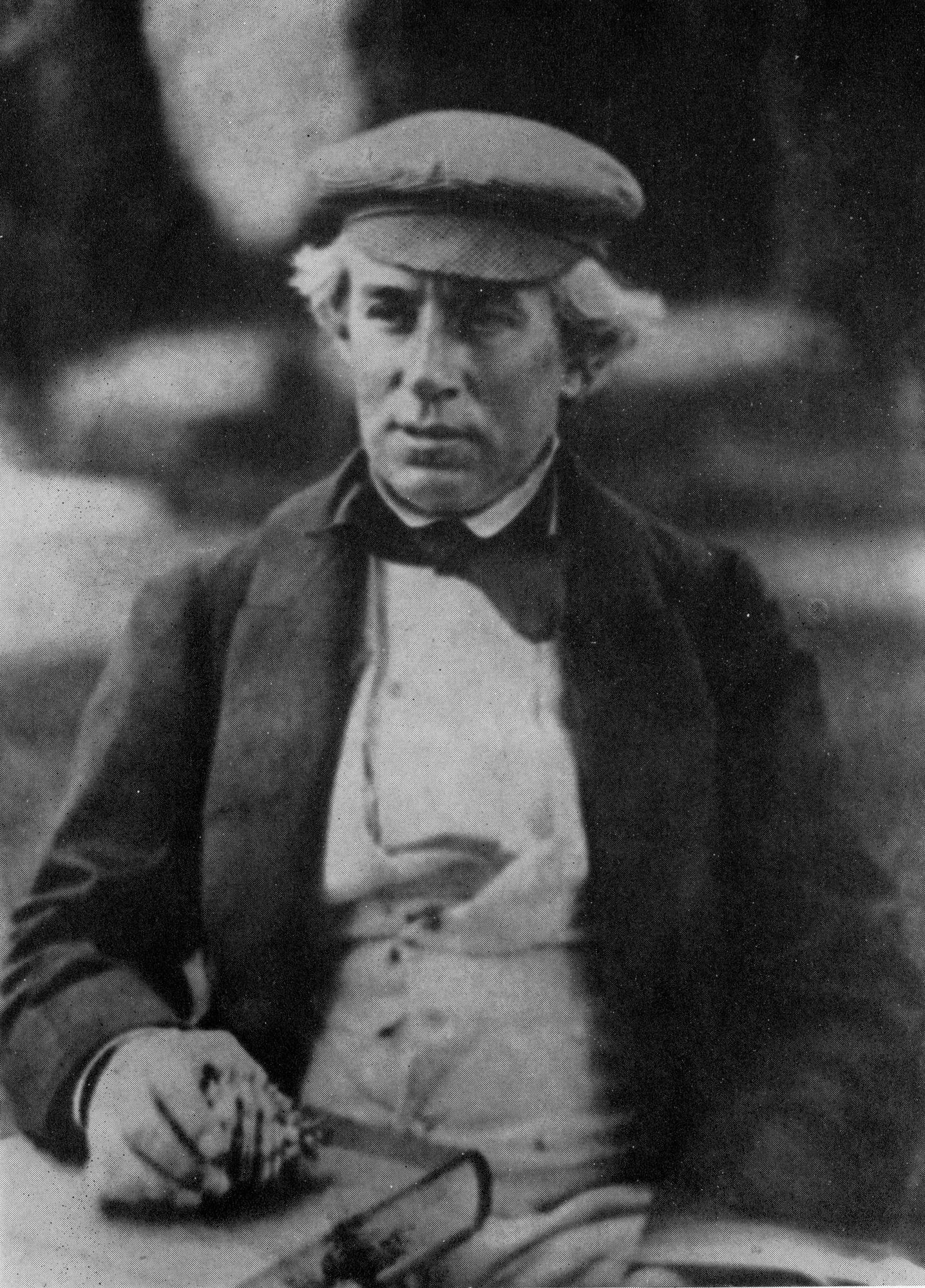
Lovell Augustus Reeve

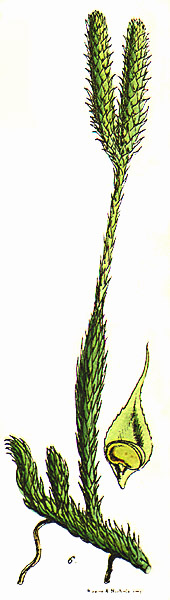
Lycopodium clavatum, de A popular history of the British ferns and allied plants publicada per l'editorial de Reeve

Va crear l'editorial científica Lovell Reeve Publishing Cy que va ser molt reeixida. La premsa contemporània el va descriure com «un dels més eminents editors científics del nostre país» segons la revista The Bookseller el desembre de 1865. El 1845 va crear la tercera sèrie de la revista Botanical Magazine, junts amb William Hooker i Samuel Curtis. Des de 1850 a 1856 va ser l'editor de la Literary Gazette. Va editar entre altres obres de William Jackson Hooker, Charles Lyell, Alfred Russell Wallace i d'altres. L'arxiu de l'editorial (1847-1966) es conserva al Reial Jardí Botànic de Kew.

## Obra
L'obra més coneguda de Reeve sobre conquilles de mol·luscs és Conchologia iconica, o, Illustrations of the shells of molluscous animals, en vint volums i amb 27.000 il·lustracions. El primer volum va parèixer el 1843. Va treballar am Sowerby que també va completar la sèrie des del volum quinze, després de la mort de Reeve.